# 16267 Mcdermott
16267 Mcdermott (2000 JY43) là một tiểu hành tinh vành đai chính được phát hiện ngày 7 tháng 5 năm 2000 bởi nhóm nghiên cứu tiểu hành tinh gần Trái Đất phòng thí nghiệm Lincoln ở Socorro.